# Mikas
Mikas ist ein litauischer  männlicher Vorname, Verkürzung von Mikalojus.

## Ableitungen
- Mikalauskas
- Mikelis
- Mikulėnas

## Herkunft
Mikas ist eine litauische Variante des Namens Michal.

## Namensträger
- Mikas Lipčius (1894–1941/1942), Politiker, Vizeminister